# 구구단 (음악 그룹)
구구단(gugudan)은 대한민국의 8인조 걸 그룹이었다.  젤리피쉬 엔터테인먼트 소속이었으며,  2016년 6월 28일 미니 음반 《Act.1 The Little Mermaid》를 발매하고 쇼케이스를 통해 데뷔하였다. 팀명은 ‘9가지 매력을 가진 9명의 소녀들이 모인 극단’이라는 의미로 ‘구구단’이라는 명칭으로 지어졌다. 팬덤명은 '단짝'이다. 2018년 10월 25일 멤버 혜연이 건강상의 이유로 팀을 떠나면서 8인 체제로 개편하였다. 2020년 12월 31일을 끝으로 공식적인 그룹 활동을 끝내고 해체하였다.

## 이전 구성원
| 이름   | 소개 |
| ------ | --- |
| 신보라 | - 본명 : 신보라 - 생년월일 : 1993년 4월 30일(32세) - 출생지 : 대한민국 경기도 부천시 - 활동기간 : 2016년 ~ 2020년                                                   |
| 정미미 | - 본명 : 정미미 (鄭美美) - 생년월일 : 1993년 1월 1일(32세) - 출생지 : 대한민국 서울특별시 - 활동기간 : 2016년 ~ 2020년                                              |
| 해빈   | - 본명 : 한해빈 - 생년월일 : 1995년 8월 16일(29세) - 출생지 : 대한민국 부산광역시 - 활동기간 : 2016년 ~ 2020년                                                      |
| 김나영 | - 본명 : 김나영 (金娜英) - 생년월일 : 1995년 11월 23일(29세) - 출생지 : 대한민국 서울특별시 - 유닛 : 구구단 세미나 - 활동기간 : 2016년 ~ 2020년                     |
| 김세정 | - 본명 : 김세정 (金世正) - 생년월일 : 1996년 8월 28일 (28세) - 출생지 : 대한민국 경기도 안양시 - 유닛 : 구구단 세미나 - 활동기간 : 2016년 ~ 2020년                  |
| 류셰닝 | - 본명 : 류셰닝 (중국어 간체자: 刘些宁, 병음: Liú Xiēníng) - 생년월일 : 1996년 10월 23일(28세) - 출생지 : 중화인민공화국 광둥성 - 활동기간 : 2016년 ~ 2020년        |
| 장소진 | - 본명 : 장소진 (張昭眞) - 생년월일 : 1996년 11월 21일(28세) - 출생지 : 대한민국 광주광역시 - 활동기간 : 2016년 ~ 2020년                                            |
| 강미나 | - 본명 : 강미나 (康美娜) - 생년월일 : 1999년 12월 4일(25세) - 출생지 : 대한민국 제주특별자치도 - 유닛 : 구구단 세미나, 구구단 오구오구 - 활동기간 : 2016년 ~ 2020년 |
| 조아람 | - 본명 : 조아람 - 생년월일 : 2000년 8월 5일(24세) - 출생지 : 대한민국 경기도 안산시 - 유닛 : 구구단 오구오구 - 활동기간 : 2016년 ~ 2018년                           |

### 멤버 변천사
| 멤버   | 2016년 | 2017년 | 2018년 | 2018년 | 2020년 12월 31일 |
| 멤버   | 6월    | 11월   | 2월    | 10월   | 2020년 12월 31일 |
| ------ | ------ | ------ | ------ | ------ | ---------------- |
| 조아람 |        |        |        |        |                  |
| 신보라 |        |        |        |        |                  |
| 정미미 |        |        |        |        |                  |
| 해빈   |        |        |        |        |                  |
| 김나영 |        |        |        |        |                  |
| 김세정 |        |        |        |        |                  |
| 류셰닝 |        |        |        |        |                  |
| 장소진 |        |        |        |        |                  |
| 강미나 |        |        |        |        |                  |

## 음반

### 미니 앨범
| 제목                     | 음반 정보                                                                                     | 순위     | 순위     | 판매량         |
| 제목                     | 음반 정보                                                                                     | KOR 주간 | KOR 월간 | 판매량         |
| ------------------------ | --------------------------------------------------------------------------------------------- | -------- | -------- | -------------- |
| Act.1 The Little Mermaid | - 발매일: 2016년 6월 28일 - 레이블: 젤리피쉬 엔터테인먼트, CJ E&M - 포맷: CD, 디지털 다운로드 | 2        | 8        | - KOR: 22,217+ |
| Act.2 Narcissus          | - 발매일: 2017년 2월 28일 - 레이블: 젤리피쉬 엔터테인먼트, CJ E&M - 포맷: CD, 디지털 다운로드 | 3        | 12       | - KOR: 29,207+ |
| Act.5 New Action         | - 발매일: 2018년 11월 6일 - 레이블: 젤리피쉬 엔터테인먼트, CJ E&M - 포맷: CD, 디지털 다운로드 | 8        | 34       | - KOR: 9,813+  |

### 싱글 앨범
| 제목                  | 음반 정보                                                                                     | 순위     | 순위     | 판매량         |
| 제목                  | 음반 정보                                                                                     | KOR 주간 | KOR 월간 | 판매량         |
| --------------------- | --------------------------------------------------------------------------------------------- | -------- | -------- | -------------- |
| Act.3 Chococo Factory | - 발매일: 2017년 11월 8일 - 레이블: 젤리피쉬 엔터테인먼트, CJ E&M - 포맷: CD, 디지털 다운로드 | 8        | 18       | - KOR: 20,435+ |
| Act.4 Cait Sith       | - 발매일: 2018년 2월 1일 - 레이블: 젤리피쉬 엔터테인먼트, CJ E&M - 포맷: CD, 디지털 다운로드  | 7        | 11       | - KOR: 20,933+ |

### OST
| 음반 정보                                             | 트랙 리스트                                                 |
| ----------------------------------------------------- | ----------------------------------------------------------- |
| 학교 2017 OST Part.1 - 발매일: 2017년 7월 17일        | 1. 이 순간을 믿을게 2. 이 순간을 믿을게 (Inst.)             |
| 20세기 소년소녀 OST Part 2 - 발매일: 2017년 10월 10일 | 1. 일기 (2001 Remix Ver.) 2. 일기 (2001 Remix Ver.) (Inst.) |

## 음반 외 활동

### 예능
- 2016년 6월 30일 JTBC 《헌집줄게 새집다오》 - 29회
- 2016년 7월 1일 ~ 2016년 10월 7일  KBS2 《어서옵SHOW》 - 출연 김세정
- 2016년 7월 6일 JTBC 《잘먹는 소녀들》 - 게스트 미나
- 2016년 7월 12일 tvN 《집밥 백선생2》 - 게스트 김세정
- 2016년 7월 13일 MBC every1 《주간 아이돌》
- 2016년 7월 23일 JTBC 《#인생메뉴, 잘 먹겠습니다》 - 게스트 미나
- 2016년 7월 28일 KBS2 《비타민》 - 게스트 하나, 나영, 미나, 혜연
- 2016년 7월 30일 SBS 《백종원의 3대천왕》 - 게스트 미미, 나영, 해빈, 김세정, 소이, 샐리, 미나, 혜연
- 2016년 8월 11일 KBS2 《해피투게더3》 - 게스트 김세정
- 2016년 8월 21일 SBS 《런닝맨》 - 게스트 김세정
- 2016년 9월 14일 KBS2 《슈퍼맨이 돌아왔다》 - 게스트 세정, 미나
- 2016년 10월 2일 SBS 《런닝맨》 - 게스트 하나, 미미, 나영, 해빈, 소이, 샐리, 혜연
- 2016년 11월 9일 ~ 2016년 12월 7일 MBC MUSIC 《구구단 프로젝트: 극단적인 수학여행》
- 2016년 11월 30일 JTBC 《말하는대로》 - 게스트 김세정
- 2016년 12월 11일 KBS2 《유희열의 스케치북》 - 게스트 김세정
- 2016년 12월 21일 JTBC 《한끼줍쇼》 - 게스트 김세정
- 2016년 12월 25일, 2017년 1월 1일 SBS 《꽃놀이패》 - 게스트 김세정
- 2017년 1월 3일 SBS 《본격연예 한밤》 - 게스트 김세정
- 2017년 1월 3일 KBS2 《1 대 100》 - 게스트 김세정 (진행자)
- 2017년 1월 14일 SBS 《백종원의 3대천왕》 - 게스트 김세정
- 2017년 1월 19일  JTBC 《#인생메뉴, 잘 먹겠습니다》 - 게스트 김세정
- 2017년 1월 27일 KBS2 《걸그룹 대첩 가문의 영광》
- 2017년 1월 30일 MBC 《2017 설특집 아이돌스타 육상 선수권 대회》
- 2017년 3월 11일 KBS2 《배틀트립》 - 게스트 김세정, 나영 (동반출연)
- 2017년 3월 17일 ~ 2017년 4월 21일 SBS 《정글의 법칙 in 수마트라》 - 게스트 김세정
- 2017년 3월 23일, 2017년 3월 30일 KBS2 《해피투게더3》 - 게스트 김세정
- 2017년 3월 25일, 2017년 4월 1일 MBC 《마이 리틀 텔레비전》 - 게스트 세정, 미나 (동반출연)
- 2017년 4월 7일  tvN 《시간을 달리는 남자》 - 게스트 나영, 세정, 미나, 혜연
- 2017년 4월 8일 tvN 《SNL 코리아 시즌 9》 - 호스트로 출연함.
- 2017년 4월 16일, 2017년 4월 23일 MBC 《복면가왕》 - 게스트 세정 (패널)
- 2017년 4월 29일, 2017년 5월 6일 KBS2 《배틀트립》 - 게스트 김세정 (스페셜 MC)
- 2017년 5월 1일 JTBC 《비정상회담》 - 게스트 김세정, 나영 (동반출연)
- 2017년 5월 6일 KBS2 《연예가중계》 - 게스트 미나
- 2017년 5월 28일 채널 A 《사심충만 오!쾌남》 - 게스트 김세정, 미나
- 2017년 6월 16일 SBS 《백종원의 3대천왕》 - 게스트 김세정, 나영
- 2017년 6월 24일 SBS 《주먹쥐고 뱃고동》 - 게스트 김세정
- 2017년 6월 28일, 2017년 6월 30일, 2017년 7월 5일 SBS 《모비딕 어반로드1~3편》 - 미미, 김세정
- 2017년 7월 8일 SBS 《주먹쥐고 뱃고동》 - 게스트 김세정
- 2017년 7월 14일 KBS 《연예가중계》 - 게스트 김세정
- 2017년 7월 22일 SBS 《주먹쥐고 뱃고동》 - 게스트 김세정
- 2017년 8월 24일, 2017년 8월 31일  KBS2  《해피투게더》 - 《스타골든벨》편 - 게스트 미나
- 2017년 10월 16일 KBS 《대국민 토크쇼 안녕하세요》 - 게스트 김세정
- 2017년 10월 21일 SBS 《마스터키》 - 게스트 김세정
- 2017년 11월 19일 SBS 《런닝맨》 - 게스트 김세정
- 2017년 12월 7일 SBS 《자기야 백년손님》 - 게스트 김세정, 혜연
- 2018년 1월 5일 SBS 《백종원의 골목식당》 - 게스트 김세정
- 2018년 1월 10일 SBS 《스타 강제후기 리뷰쇼 박스라이프》 - 게스트 세정
- 2018년 1월 14일 JTBC 《밤도깨비》 - 게스트 김세정, 미나
- 2018년 1월 14일 JTBC 《투유 프로젝트 - 슈가맨》 - 게스트 김세정, 미나, 미미, 혜연, 하나
- 2018년 1월 18일 KBS2 《해피투게더3》 - 게스트 김세정
- 2018년 1월 21일 JTBC 《밤도깨비》 - 게스트 김세정
- 2018년 1월 25일 KBS2 《해피투게더3》 - 게스트 김세정
- 2018년 2월 2일 SBS 《백종원의 골목식당》 - 게스트 김세정
- 2018년 2월 4일 SBS 《런닝맨》 - 게스트 미나
- 2018년 4월 28일, 2018년 5월 5일 KBS2 《배틀 트립》 - 게스트 미나

### 단독 콘서트
| 순서 | 타이틀                         | 기간                              | 장소                  |
| ---- | ------------------------------ | --------------------------------- | --------------------- |
| 1    | 《gugudan 1st Concert "Play"》 | 2018년 12월 1일 ~ 2018년 12월 2일 | 이화여자대학교 대강당 |

## 광고
| 연도        | 기업명                 | 제품명                                                                           | 종류                        | 공동 출연                 |
| ----------- | ---------------------- | -------------------------------------------------------------------------------- | --------------------------- | ------------------------- |
| 2016 ~ 2017 | 롯데그룹               | 롯데하이마트 - 송년&시즌감사세일, 글로벌PC대전, 홈&클린 대전                     | 종합가전쇼핑몰              | 세정 with 전소미(2016.12) |
| 2016 ~ 2017 | 브랜드랩               | 파고(FAGUO)                                                                      | 프랑스 스니커즈             | 구구단                    |
| 2017        | 신스타임즈             | 해전1942:구구단과 함께                                                           | 모바일 전략 시뮬레이션 게임 | 구구단                    |
| 2017        | 삼성전자               | 빅스비와 함께하는 구구단 세정이의 24시간 - ＃01 빅스비로 시작하는 활기찬 아침 편 | 인공지능(AI) 서비스         | 구구단                    |
| 2017        | 롯데리아               | T.G.I FRIDAYS                                                                    | 레스토랑프랜아이즈          | 구구단                    |
| 2017        | 넥슨                   | 서든어택                                                                         | 온라인 FPS 게임             | '김세정' 캐릭터 출시      |
| 2017        | 롯데월드               | 롯데워터파크                                                                     | 워터파크                    | 세정 with 차은우          |
| 2017        | 동원F&B                | 동원참치                                                                         | 식품                        | 세정 with 조정석          |
| 2017        | Efun Company           | 주선 for kakao                                                                   | 모바일 게임                 | 세정                      |
| 2017        | (주)제이알코스메틱     | 밀키드레스                                                                       | 화장품                      | 세정                      |
| 2017~(현재) | 깨끗한 나라            | 릴리안 숨,쉬다                                                                   | 여성용품                    | 세정                      |
| 2017~(현재) | (주)미디어윌 네트웍스  | 알바천국                                                                         | 구인구직 포털서비스         | 세정 with 신구(2018)      |
| 2018~(현재) | (주)비앤에이치코스메틱 | 아크웰                                                                           | 화장품                      | 세정                      |
| 2018~(현재) | 한국코카콜라(유)       | 코카콜라 2018 봄 캠페인                                                          | 음료                        | 세정 with 박보검          |
| 2018~(현재) | 씨브이에스넷(주)       | GS 포스트박스                                                                    | 택배서비스                  | 세정, 혜연, 하나, 미미    |

## 수상 내역
| 연도 | 수상 내역 |
| ---- | --- |
| 2017 | - 9월 20일 제1회 소리바다 어워즈 신한류 퍼포먼스 상 - 11월 15일 제2회 아시아 아티스트 어워즈 라이징 스타 상 - 11월 28일 대한민국문화연예대상 K-POP 부문 상 |
| 2018 | - 11월 28일 제3회 아시아 아티스트 어워즈 뉴웨이브 가수상                                                                                                   |